# Ель-Бакаа (табір для біженців)
32°04′25″ пн. ш. 35°50′35″ сх. д. / 32.07361111° пн. ш. 35.84305556° сх. д.

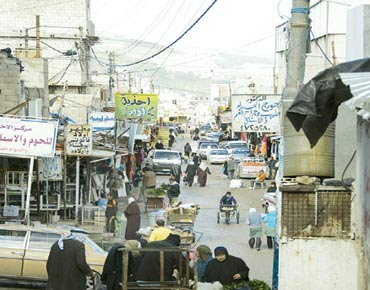
Світлина з табору

Ель-Бакаа (араб. البقعة) — найбільший табір для біженців у Йорданії. Створений у 1968 році в провінції Ель-Балка, за 20 км на північ від Амману, столиці країни. В таборі мешкають близько 100 тис. палестинських біженців, зареєстрованих ООН.

## Історія
Ель-Бакаа був одним із шести надзвичайних таборів, створених у Йорданії в 1968 році задля розміщення палестинців, які покинули Західний берег річки Йордан і сектор Газа під час Шестиденної війни 1967 року.
В період з червня 1967 до лютого 1968 року біженців розміщували в тимчасових таборах у долині річки Йордан. Спочатку табір Ель-Бакаа мав 5 тис. наметів для 26 тис. біженців, що жили на площі близько 1,4 квадратних кілометрів. у 1969—1971 рр.  Близькосхідне Агентство ООН з надання допомоги палестинським біженцям та організації робіт (БАПОР) замінило намети на 8048 збірних притулків на внески Західної Німеччини. Відтоді більшість мешканців замінили оригінальні намети та збірні будинки на бетонні укриття.

## Освіта та охорона здоров'я
Протягом навчального 2003—2004 року в 16 школах табору навчалося 16 718 учнів, а в педагогічному колективі працювало 493 працівників, причому кожна школа працювала у дві зміни у восьми корпусах. Табір також має дитячий садок і ясла, лікарню загального профілю та дві клініки матері та дитини, в яких щодня перебувають близько 1200 пацієнтів і  працюють 12 лікарів, два стоматологи та 57 медсестер й асистентів. Дві жіночі програми проводять курси з шиття, перукарського мистецтва, комп'ютерів, інтернету, фізичних вправ, англійської мови, юридичних консультацій та ремесел. У таборі також працюють два спортивні клуби та 17 благодійних організацій.
У таборі розміщений сук (ринок), який називається Ель-Хал-лал, де мешканці можуть заробляють гроші, продаючи свої товари чи продукти харчування. До того ж, багато людей заробляють на життя, їдучи вранці автобусом до Амману, де вони працюють переважно обслуговуючим персоналом.